# Fotografia de l'aviació

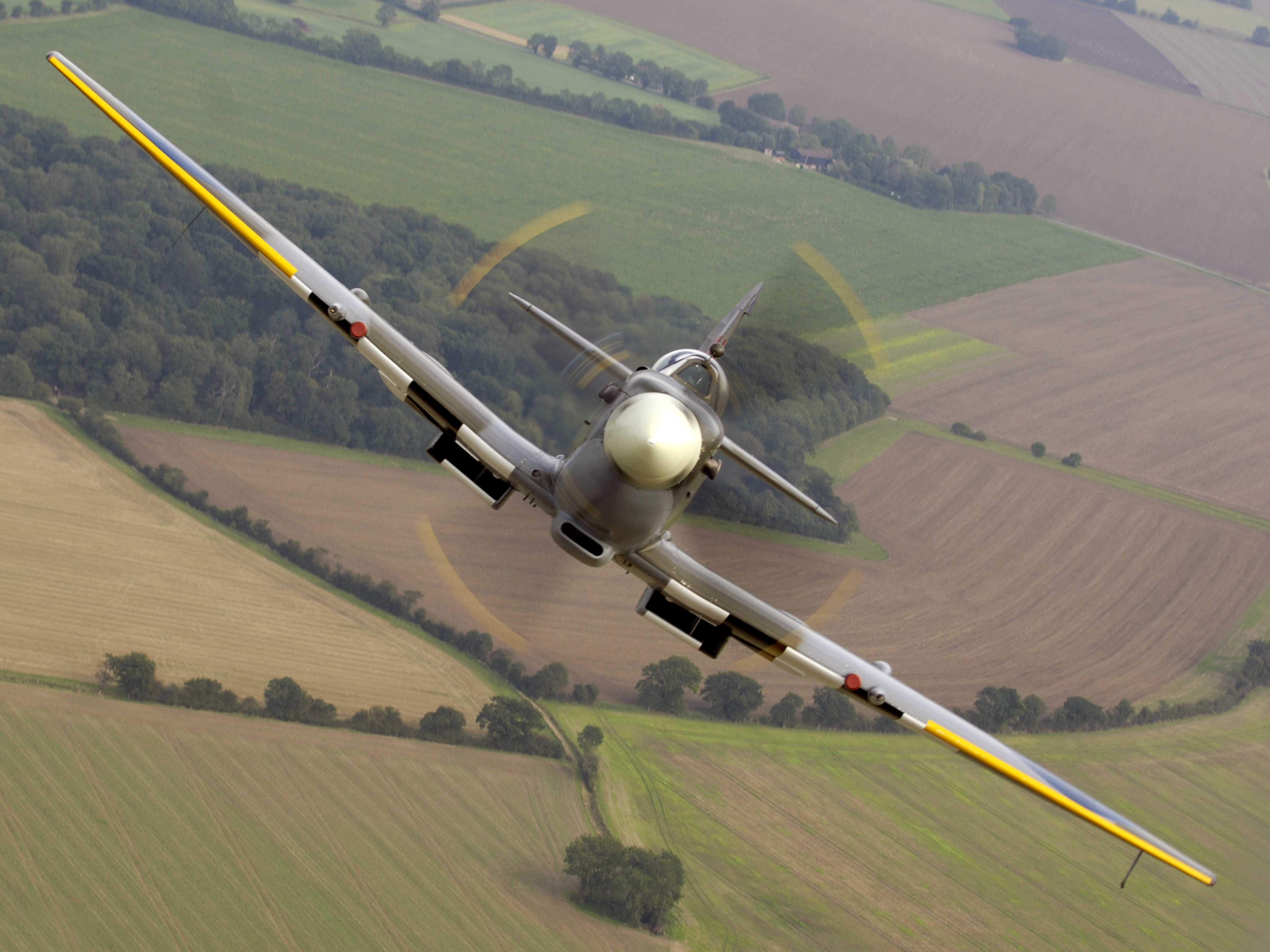
Imatge aire-aire d'un avió Spitfire.

La fotografia de l'aviació és l'acte de prendre imatges d'avions, ja sigui en vol o en terra. Els tipus de fotografia de l'aviació inclouen fotografia terra-estàtica (ground-static), remota, a l'aire des de terra (ground-to-air), a l'aire des de l'aire (air-to-air). La fotografia de l'aviació militar, especialment a l'aire des de l'aire, requereix habilitats addicionals, ja que la fotografia i l'avió objectiu sovint volen a velocitats de més de Mach 1, mentre que de baix moderat a alt G.

## Tipus

### Estàtiques (Ground-static)

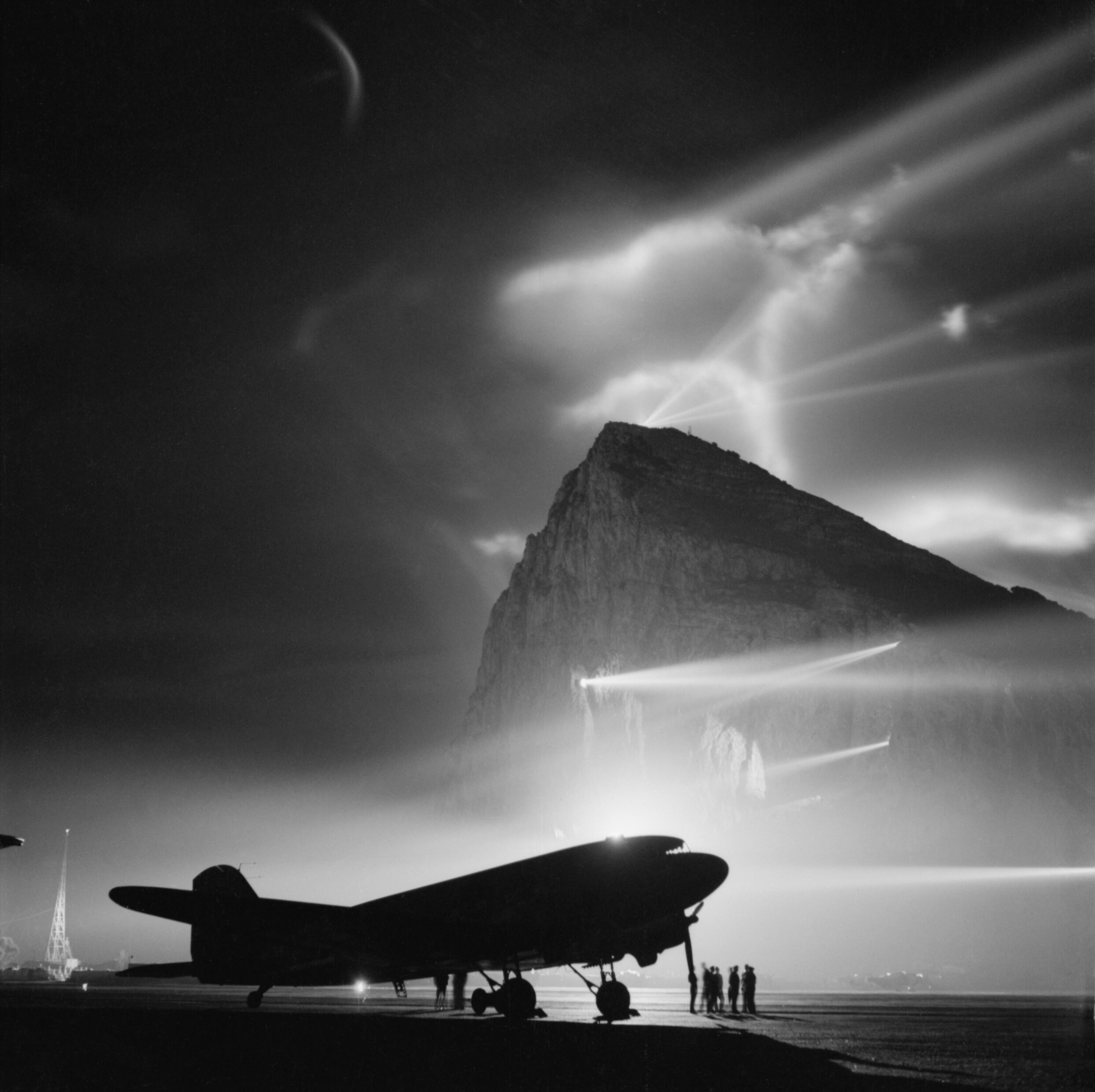
Silueta d'un avió Douglas DC-3 de BOAC, fotografia presa a la nit a Gilbraltar.

En la fotografia estàtica, les fotografies dels avions són preses pels fotògrafs des de terra. Les fotos poden ser d'aeronaus exteriors, interiors i detalls de l'avió. El fotògraf té tot el control de la il·luminació, la col·locació dels avions, l'angle de la càmera i el fons. Involucrar altres temes com el pilot o un altre avió és molt més fàcil d'aconseguir en la fotografia estàtica que en altres formes de fotografia aèria.

### Terminal d'aeroport

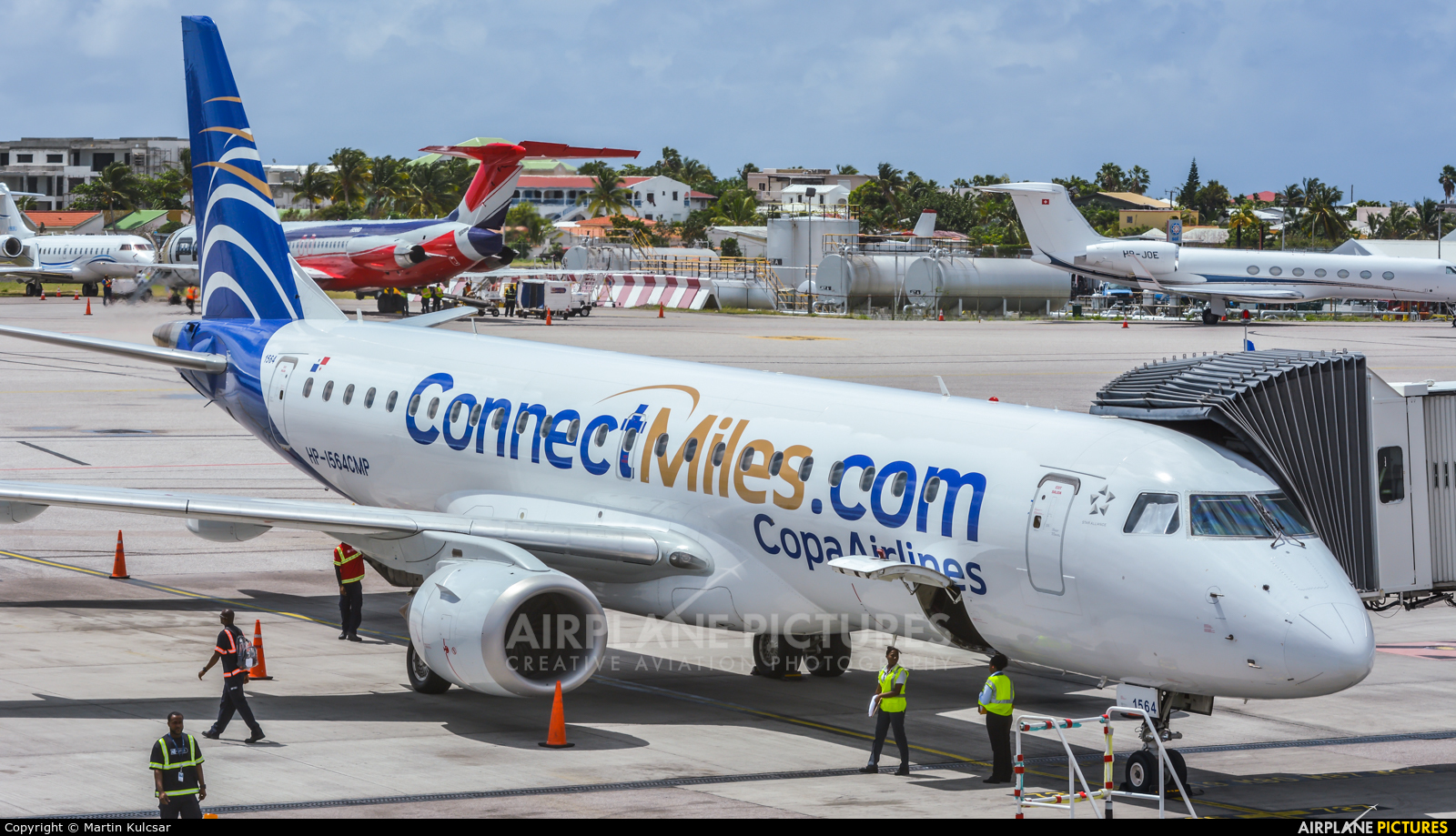
Copa Airlines - Embraer 190 a l'aeroport Princess Juliana (SXM).

La fotografia des d'una terminal de l'aeroport consisteix en realitzar la fotografia des de la finestra d'una la terminal, generalment esperant un vol. Alguns aeroports tenen finestres o àrees d'observació que es poden visitar sense haver de passar pel control de seguretat. Es recomana un filtre polaritzat al disparar a través del vidre per controlar millor el resplendor de la terminal. Les imatges poden sortir bé o algunes poden ser distorsionades pel doble vidre quan es dispara des de segons quin angle.

### A l'aire des del terra (Gorund-to-air)
En la fotografia a l'aire des del terra, les fotografies d'avions en vol es prenen amb el fotògraf situat a terra. Aquest tipus de fotografia és habitual a les exhibicions aèries o als aeroports. En general, per la seva realització es realitza una lent fotogràfica d'enfocament llarg a causa de la major distància entre el fotògraf i l'avió. Juntament amb la fotografia estàtica, aquesta és la forma més popular de fotografia de l'aviació.

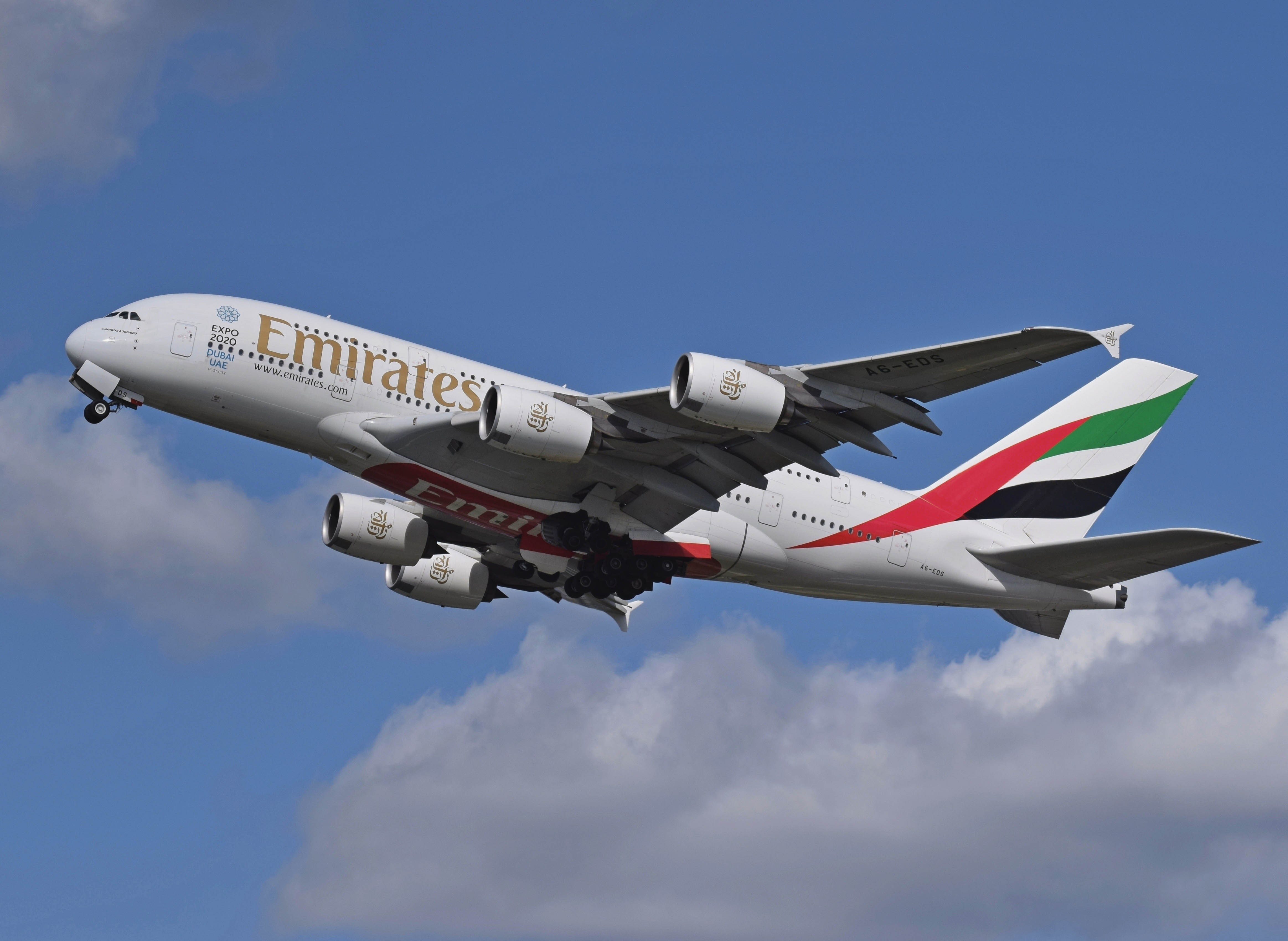
Fotografia a l'aire d'un avió Emirates Airbus A380 partint del London Heathrow Airport
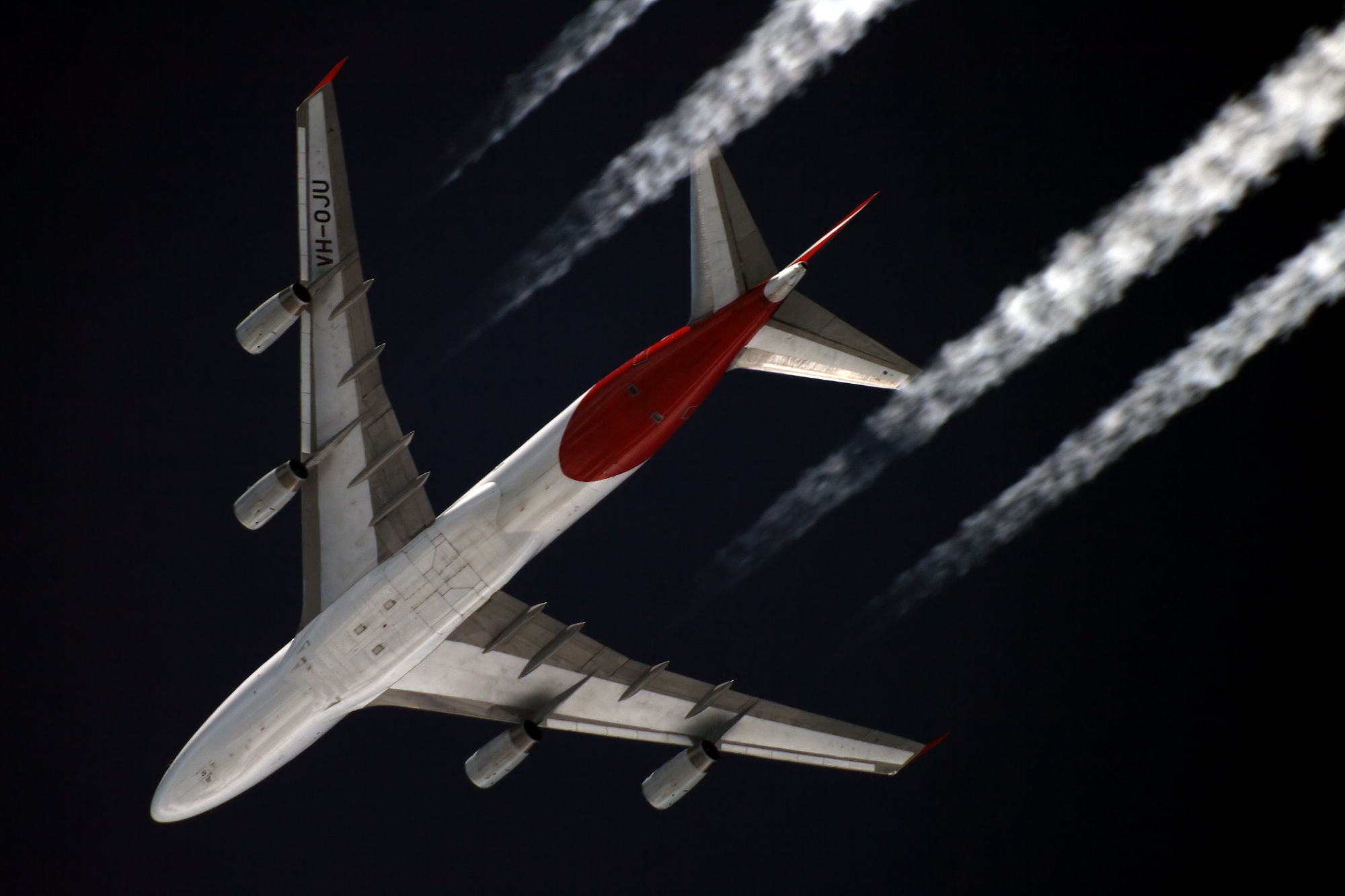
Un avió Qantas Boeing 747-400 sobrevolant Starbeyevo, Moscú a 11,000m. L'avió va ser fotografiat des del terra utilitzant una càmera Canon 400D, teleobjectiu 1200mm i lents 2x Barlow.
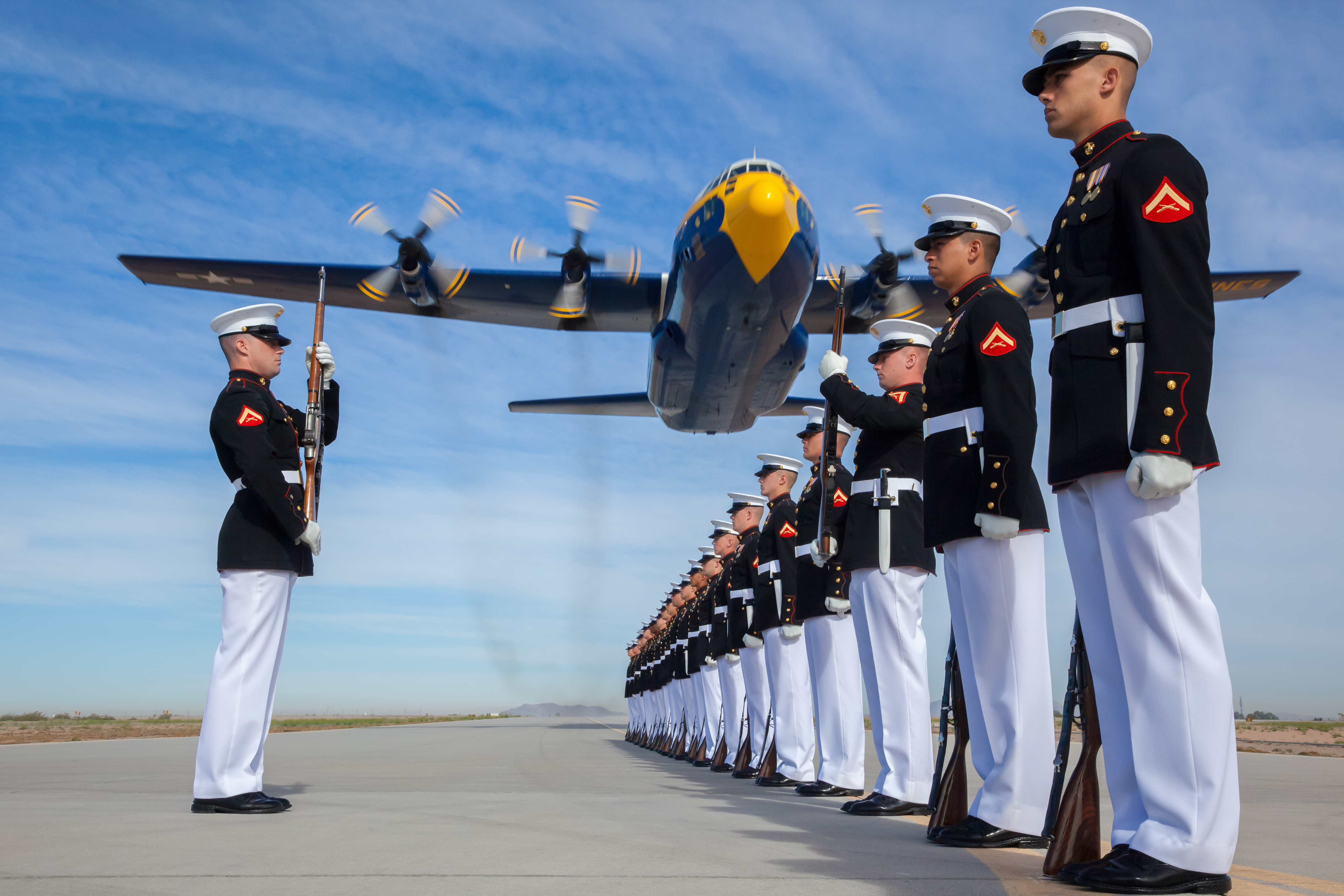
Fat Albert, a U.S. Marine Corps C-130T Hercules amb els Àngels Blaus, vola sobre Marines amb l'avió Silent Drill Platoon a l'estació aèria Marine Corps Yuma

### A l'aire des de l'aire (Air-to-air)

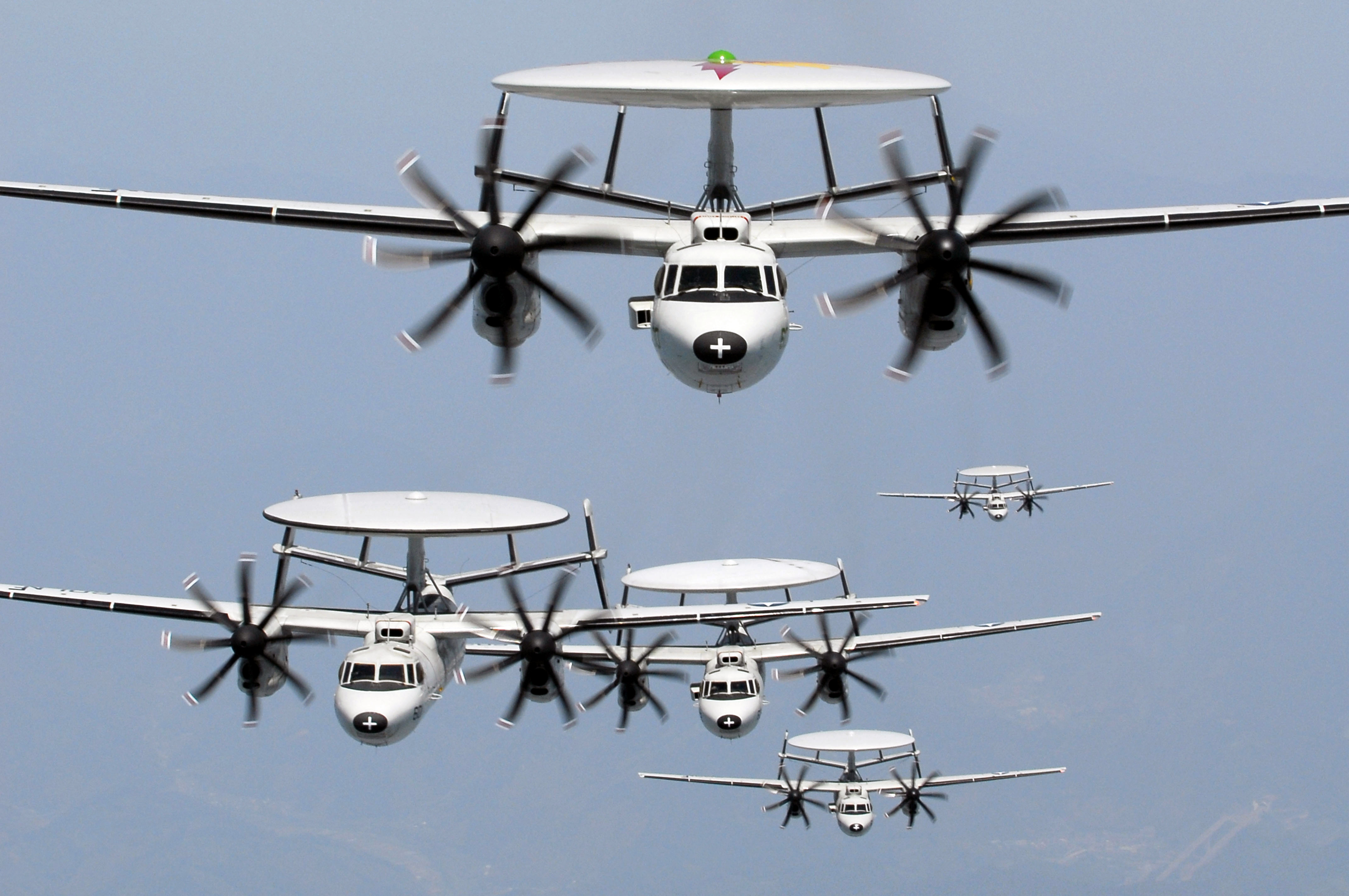
Cinc avions Northrop Grumman E-2C Hawkeye NP en formació lineal sobre el Mont Fuji.

La fotografia a l'aire des de l'aire és l'art de fotografiar avions a l'aire, mentre utilitza un altre avió com a plataforma fotogràfica. L'avió objecte és fotografiat mentre ambdues aeronaus estan en vol. Això permet al fotògraf situar el subjecte en ubicacions i angles específics per aconseguir el tir més desitjable. Algunes coses que cal tenir en compte per aconseguir millors resultats són la il·luminació i els antecedents. La il·luminació adequada s'aconsegueix mitjançant la correcta col·locació de l'avió pel que fa al sol, i s'aconsegueix volant únicament en determinats moments del dia i / o volant en un encapçalament que dirigeixi la llum del sol cap a l'avió adequadament. El fons pot servir per ressaltar o distreure de l'assumpte i s'ha de tenir cura quan es prenen tirs. Els usos de la fotografia aèria inclouen l'ús comercial i la publicitat.

#### Remota
La fotografia remota és una variació de la fotografia a l'aire des de l'aire, on la càmera està muntada a l'estructura externa de l'avió i es realitza la fotografia de forma remota usant un llançament d'obturador mecànic o elèctric. La imatge s'ha de compondre quan l'avió està a terra, perquè el fotògraf no té accés a la càmera mentre l'avió està en vol. S'ha de fer una gran planificació durant la configuració de la càmera per obtenir el llançament desitjat.vLa fotografia remota és el tipus menys comú de fotografia d'aviació.
La primera vegada que es va utilitzar la fotografia a distància va ser l'any 1977 quan el fotògraf Richard Cooke, que treballava amb Sqn Ldr Alan Voyle, Senior Engineer Officer de The Red Arrows, va desenvolupar un suport de càmera que s'adaptava a la part inferior d'un recanvi de l'avió Red Arrows Folland Gnat. Els pilots van ser acuradament informats sobre el terreny i, després, a l'aire, el fotògraf va operar la càmera des del seient posterior de l'avió, usant una alliberació mecànica desencadenada per un solenoide, que funcionava a través d'una llum anti-col·lisió.
La càmera Nikkormat amb autoventatge va apuntar cap a l'equip Red Arrows i es va equipar amb un gran angle de leds Nikkor de 24 mm. La fotografia va ser encarregada per la revista Telegraph Sunday Magazine i va fer la portada el 3 de juliol de 1977.

## Bases de dades
Existeixen bases de dades a Internet, catalogant fotografies d'aviació. Aquests inclouen airliners.net, jetphotos.net i airplane-pictures.net, les quals permeten als usuaris buscar fotografies d'avions basades en criteris especificats per l'usuari.